# 3225-ös mellékút (Magyarország)
A 3225-ös számú mellékút egy közel 42 kilométeres hosszúságú, négy számjegyű mellékút Jász-Nagykun-Szolnok vármegye középső részén; Szolnoktól húzódik Jászkisérig. Régebben Szolnok belvárosától indult, s egyetlen komolyabb hídja a Zagyva folyását szelte át, a térség közelmúltbeli közlekedési fejlesztéseinek eredményeként azonban ma már a Tisza bal parti oldalán indul, magába olvasztva néhány, korábban főúti besorolású szakaszt is, legnagyobb hídjai pedig immár a Tiszát, illetve annak egy kiterjedtebb árterét hidalják át.

## Nyomvonala
A 4-es főút Szolnokot délről elkerülő szakaszának átadása óta a megyeszékhely Kertváros nevű városrészének déli széle közelében indul, formálisan a főútból északnak kiágazva, kevéssel annak a 102. kilométere előtt, bár azzal nem találkozik közvetlenül – a 4-es itt a felszín síkjában halad kelet felé, úgy éri el az Alcsi-Holt-Tisza hídját, a 3225-ös és az ugyanitt dél felé induló 442-es főút pedig felüljárón húzódik fölötte; az átkötést a 40 605–609-es számú csomóponti utak biztosítják.
Kezdeti szakasza a Kertész út nevet viseli, így húzódik Kertváros nyugati széle mellett, majd 1,2 kilométer után áthalad egy körforgalmon, amelyet 2018 óta egy hadrendből kivont, Mi–24 típusú harci helikopter díszít, utalva Szolnok katonaváros jellegére. A folytatásban végighalad a helyiek által Százlábú hídnak nevezett ártéri Tisza-hídon, majd a második kilométere közelében eléri a Tiszát is, amit híddal keresztez. A jobb parti hídfőt elhagyva hamarosan keletnek fordul, áthalad a Zagyva fölött, két rövid szakaszon a Gutenberg tér és a Szent István tér nevet viseli, majd Verseghy út lesz a neve. A város külsőbb részein már északkeleti irányt követ, s ott a Mester út nevet veszi fel, egy körforgalmú csomópontja után pedig a Besenyszögi út nevet, így is lép ki a lakott területről.
Nagyjából 3,6 kilométer megtétele után, már külterületen elhalad a Budapest–Záhony-vasútvonal, a Szolnok–Békéscsaba–Lőkösháza-vasútvonal és a Szolnok–Hódmezővásárhely–Makó-vasútvonal közös szakaszának felüljárói alatt. 6,5 kilométer megtétele után kiágazik belőle északkelet felé, Csataszög-Kőtelek irányába a 3224-es út, ugyanott kicsit nyugatabbnak fordul. [A több ágú csomópont átkötő útjai korábban a 32 604-es és 32 605-ös útszámot viselték, melyeket egy 2021-es felújítás során megszüntettek. Kevéssel a 9. kilométere után, felüljárón áthalad az M4-es autóút fölött, amellyel csomópontja is van; 10,7 kilométer megtétele után pedig kilép Szolnok határai közül.
Besenyszög a következő települése, melynek legdélebbi, különálló településrésze, Palotás mellett nagyjából 11,5 kilométer megtétele után halad el. Körülbelül 17,1 kilométer megtétele után áthalad a Millér hídján, nem sokkal utána pedig el is éri a település belterületét, ahol a Damjanich út nevet veszi fel. A központban egy rövid szakaszon Szabadság tér, utána pedig, a Millér egyik holtágának áthidalása után Jászladányi út lesz a neve, így lép ki a belterületről is északi irányban, kevéssel a huszadik) kilométere előtt.
24,7 kilométer megtétele után átszeli Tiszasüly határát, de ott lakott helyeket nem érint, nem sokkal később már Tiszasüly és Jászladány határvonalát kíséri. 27,7 kilométer után nyugati irányból beletorkollik a 3226-os út, mely Jászalsószentgyörgytól vezet odáig; ugyanott a 3225-ös is kissé keletebbi irányt vesz. [A delta csomópont átkötő útjai korábban a 32 602-es és 32 603-as útszámot viselték, 2022-es állapot szerint úgy tűnik, hogy már csak ez utóbbi útszám van használatban.] Nem sokkal a 30. kilométere előtt áthalad Tiszasüly nagymajori településrészének tanyái között, ahol visszatorkollik bele a 3224-es út – ez vezet át Tiszasüly központján is –, s ugyanott az út ismét irányt vált, ezúttal északnyugatnak fordul.
Nagyjából a 31. kilométerétől már Tiszasüly és Jászkisér határvonalát kíséri, mintegy másfél kilométer után pedig teljesen ez utóbbi területére lép. Belterületét majdnem pontosan 39 kilométer teljesítése után éri el, ott a Sülyi út nevet veszi fel. A település központjához közeledve Petőfi út, majd Kossuth Lajos út lesz a helyi neve, utolsó pár száz méteres szakasza pedig a Fő út nevet viseli. 41,6 kilométer után kiágazik belőle délnyugati irányban a Vámosgyörk–Újszász-vasútvonal Jászkisér vasútállomását kiszolgáló 32 327-es számú mellékút (Vasút utca), majd kevéssel arrébb keresztezi is az út a vasút vágányait. Ugyanott, szinte azonnal véget is ér, beletorkollva a 3227-es útba, annak a 20+900-as kilométerszelvénye közelében.
Teljes hossza, az országos közutak térképes nyilvántartását szolgáló kira.kozut.hu adatbázisa szerint, a régi kilométer-számozása idején 39,601 kilométer volt; amióta hozzácsatolódott a Szolnok belvárosán és belvárosi Tisza-hídján átvezető szakasz is, azóta bő 2,3 kilométerrel lett hosszabb, vagyis csaknem 42 kilométer hosszú.

## Kereszteződések és települések
[Az út jelenleg érvényes kilométer-számozása a 4-es főút felett átívelő felüljárótól indul, de az itt feltüntetett lajstrom még az eredeti, mai napig látható kilométerkövek figyelembevételével készült.]

## Története
1934-ben a kereskedelem- és közlekedésügyi miniszter 70 846/1934. számú rendelete a jelenlegi kezdőpontjától Szolnok belvárosáig húzódó szakaszát elsőrendű főúttá nyilvánította, a 4-es főút részeként; az is maradt egészen a szolnoki délkeleti elkerülő út átadásáig. A tiszasülyi elágazás és Jászkisér közti szakasza az amúgy Kunhegyesig tartó 322-es főút része lett, Szolnok-Besenyszög közti szakasza (autóbusz-forgalmat is bonyolító) mellékút volt, fennmaradó szakasza pedig – úgy tűnik – 1934-ben még nem volt kiépítve.
Amíg a 4-es főút Szolnokot délről elkerülő szakasza meg nem épült, addig a 3225-ös a város központjából, a jobb parti Tisza-hídfő térségétől indult. Az elkerülő út átadása után a hossza nagyjából 2,3 kilométernyi, addig főúti besorolású szakasszal bővült, mert része lett egy, nagyjából 1,2 kilométernyi szakasz – a mai kezdőpontjától a „Mi–24-es”- vagy „Auchan-körforgalomig” –, ami előzőleg a 442-es főút részét képezte, illetve egy majdnem ekkora hosszúságú szakasz, benne a Százlábú híddal és a belvárosi Tisza-híddal, ami eladdig a 4-es főút nyomvonalának része volt.
A 7+740 és 15+234 kilométerszelvények közötti szakasza 2018-ban felújításon esett át. A többi része rossz állapotban van.
Egy 3,588 kilométeres szakaszát (a 17+562 és a 21+150 kilométerszelvények között) 2019 második felében újítják fel, a Magyar Falu Program útjavítási pályázatának I. ütemében, Besenyszög település területén.

## Települések az út mentén
- (Szolnok)
- Besenyszög
- (Tiszasüly)
- (Jászladány)
- Jászkisér